# Дан Африке
Дан Африке (енгл. Africa Day, амх. የአፍሪካ ቀን), раније означаван и као Дан ослобођења Африке (енгл. African Liberation Day) представља дан сећања на датум 25. мај 1963. када је основана Организација афричког јединства, данашња Афричка унија. Традиционално се обележава сваке године низом пригодних културних, спортских и политичких манифестација широм афричког континента, али и у другим деловима света.

## Историјат
Први заједнички конгрес независних афричких држава одржан је 15. априла 1958. у Акри, главном граду Гане. Домаћин првог конгреса био је тадашњи гански премијер Кваме Нкрума, а поред домаћина Конгресу су присуствовали и највиши државни представници из Египта (тада дела Уједињене Арапске Републике), Етиопије, Либерије, Либије, Марока, Судана и Туниса, те представници партије Унија народа Камеруна. Позивницу за присуствовање конгресу нису добили представници тадашње Јужноафричке Уније због политике апартхејда и расне сегрегације у тој земљи. Главна тема Конгреса били су напори и тежње афричког становништва за потпуним ослобођењем од колонијалне власти европских држава. На Конгресу је донета декларација о неопходности успостављања панафричког Дана афричке слободе који би се обележавао сваке године као симбол одлучности афричког становништва у борби за слободу и окончање стране доминације и експоратације.
Пет година након Конференције у Акри, 25. маја 1963. у Адис Абеби су представници тридесет афричких држава донели одлуку о формирању Организације афричког јединства (енгл. Organisation of African Unity), јединствене панафричке политичке организације чији основни циљ је била даљња борба за коначно ослобођење преосталих колонијалних поседа (посебно Мозамбика, Анголе, Јужне Родезије), те за укидање политике апартхејда у Јужној Африци. Један од најважнијих циљева новоформиране организације је била и борба за бољи животни стандард локалног афричког становништва, побољшање здравствене ситуације и образовног система. Конференцијом је председавао етиопски цар Хајле Селасије.
Заједничку декларацију о оснивању ОАЈ потписале су све државе учеснице конференције, уз изузетак Марока који је имао статус посматрача На коннференцији је донета и одлука о преименовању дотадашњег Дана афричке слободе у Дан ослобођења Африке. Иако је ОАЈ 2002. године заменила Афричка унија, остало је обележавање Дана Африке на датум 25. маја, дан када је донета ослука о оснивању прве панафричке политичке организације коју су чиниле независне афричке земље.